# Olav V-land
Olav V-land (Noors: Olav V Land) is een schiereiland op het eiland Spitsbergen, dat deel uitmaakt van de Noorse eilandengroep Spitsbergen. Het schiereiland is bedekt door de op een na grootste ijsveld van Spitsbergen (na de Austfonna) met een oppervlakte van 4150 km².
Het schiereiland wordt aan de noordoostzijde begrensd door Straat Hinlopen, aan de zuidoostzijde door de fjorden Ginevrabotnen en Storfjorden, in het zuidwesten door de gletsjers Negribreen, Akademikarbreen, Transparentbreen, Opalbreen, Nordenskiöldbreen en Lomonosovfonna, en in het noordwesten door de gletsjers Keplerbreen, Oslobreen, Hinlopenbreen en baai Vaigattbogen. Naar het zuidoosten ligt aan de andere zijde van het fjord het eiland Barentszeiland, naar het zuidwesten het Sabineland en Bünsowland, naar het westen Dicksonland en naar het noordwesten Nieuw-Friesland.
Het schiereiland is vernoemd naar koning Olaf V van Noorwegen.